# لويس مارتينيز (لاعب كرة قدم)
لويس مارتينيز (بالإسبانية: Luis Martinez Castellanos)‏ (14 ديسمبر 1991 بسالاما في غواتيمالا - ) هو لاعب كرة قدم غواتيمالي في مركز الهجوم.

## وصلات خارجية
- لويس مارتينيز على موقع قاعدة بيانات كرة القدم.إي يو (الإنجليزية)
- لويس مارتينيز على موقع ناشيونال فوتبول تيمز (الإنجليزية)
- لويس مارتينيز على موقع Soccerway.com (الإنجليزية)